# Special Olympics World Winter Games 2029
Die Special Olympics World Winter Games 2029 sind eine geplante internationale Multisportveranstaltung. Es werden die 13. Internationalen Winterspiele von Special Olympics sein. Sie sollen vom 6. bis 17. März 2029 in den Kantonen Graubünden und Zürich, Schweiz, veranstaltet werden. Der sportliche Teil wird vollständig im Kanton Graubünden durchgeführt, die Eröffnungsfeier soll in Zürich stattfinden.

## Bewerbung, Vergabe und geplanter Ablauf
Die Bewerbung wurde von Special Olympics Schweiz in Partnerschaft mit sieben öffentlich-rechtlichen Partnern (Schweiz, Kanton Graubünden, Gemeinden Vaz/Obervaz und Arosa, Stadt Chur, Kanton Zürich und Stadt Zürich) ausgearbeitet. Auch die Fachhochschule Graubünden war an der Erstellung beteiligt.
Am 18./19. Juni 2021 erhielt die Schweiz von Special Olympics den Zuschlag. Bedingung war, dass die Finanzierung der öffentlichen Hand bis am 30. September 2022 vorliegen musste; dies gelang. Der Zuschlag erfolgte gleichzeitig mit der Vergabe der Special Olympics World Winter Games 2025 an Turin.
Die Eröffnungsfeier soll am 6. März 2029 im Letzigrundstadion in Zürich stattfinden, die Schlussfeier in Chur und das Host Town Program in der gesamten Schweiz. Dieses bietet sportliche, kulturelle und unterhaltende Aktivitäten, einen sozialer Austausch mit der Bevölkerung vor Ort und gelebte Inklusion. Hierfür werden die Delegationen in den Tagen vor den Spielen je nach Möglichkeiten den Kantonen zugeteilt, 23 davon werden zum Beispiel in den zwölf Bezirken des Kantons Zürich und zwölf Kreisen der Stadt Zürich zu Gast sein. Hierfür erarbeitet jedes Host Town Komitee ein Konzept auf der Basis von kostenloser Unterkunft, Verpflegung und Transport für die internationalen Gäste. Der Kanton Zürich rechnet für das Host Town Program und die Eröffnungsfeier mit rund 6 100 Logiernächten, für die Eröffnungsfeier mit rund 10 000 Besucherinnen und Besuchern sowie rund 2 000 Teilnehmenden bei den Meetings, Empfängen und Kongressen.
Für die Spiele erwartet man etwa 2500 Athletinnen und Athleten aus 110 Nationen. Nach dem Finanzierungsbeschluss werden außerdem 650 Trainerinnen und Trainer erwartet, was die Weltspiele zum zweitgrößten Multisportanlass der Welt nach den Olympischen Spielen macht.
Die Spiele sollen es Universitäten und Fachhochschulen ermöglichen, wissenschaftliche Projekte zur Inklusion zu planen und durchzuführen.
Vom 13. bis 18. März 2028 finden voraussichtlich in Chur die Pre-Games statt. Sie sind gleichzeitig die National Games von SOSWI und der Test-Event für die WWG 2029. Über 800 Athletinnen und Athleten sowie Coaches werden während sechs Tagen an den für die WWG 2029 vorgesehenen Sportarten teilnehmen. Erwartet werden auch internationale Delegationen, in erster Linie aus Europa. Die Wettbewerbe sollen in den Wettbewerbsstätten in Graubünden veranstaltet werden, die auch für die Weltspiele vorgesehen sind. Zusätzlich zu den Wettbewerben sollen Erfahrungen mit der Unterbringung und Logistik gesammelt werden. In Chur sollen die Eröffnungs- und die Schlussfeier stattfinden.

## Ziele
Ein wichtiges Ziel ist die Umsetzung der UN-Behindertenrechtskonvention in der Schweiz. Es ist geplant, dass die Partner der Weltspiele – von den Austragungsorten über die Sponsoren bis hin zu den Auftragsnehmenden – in einer Charta ein Zeichen dafür setzen und bereits mit konkreten Massnahmen beginnen, etwa der Herstellung von Arbeitsplätzen auf dem ersten Arbeitsmarkt. Etwa 30 Personen sind an der Ausarbeitung der Charta beteiligt. Diese sollen einen Inklusionsbeirat bilden, der beratende Funktion hat, aber auch die Einhaltung der Charta bei der Organisation der Weltspiele überwacht. Die Charta soll noch 2023 vorgelegt werden. Im Zuge der Kandidatur für die Special Olympics World Winter Games 2029 wurde eine Grundlagenstudie zur Verbesserung von Inklusion im Sport, beim Wohnen und in der Arbeitswelt der Schweiz erstellt.

## Sportarten und Austragungsorte

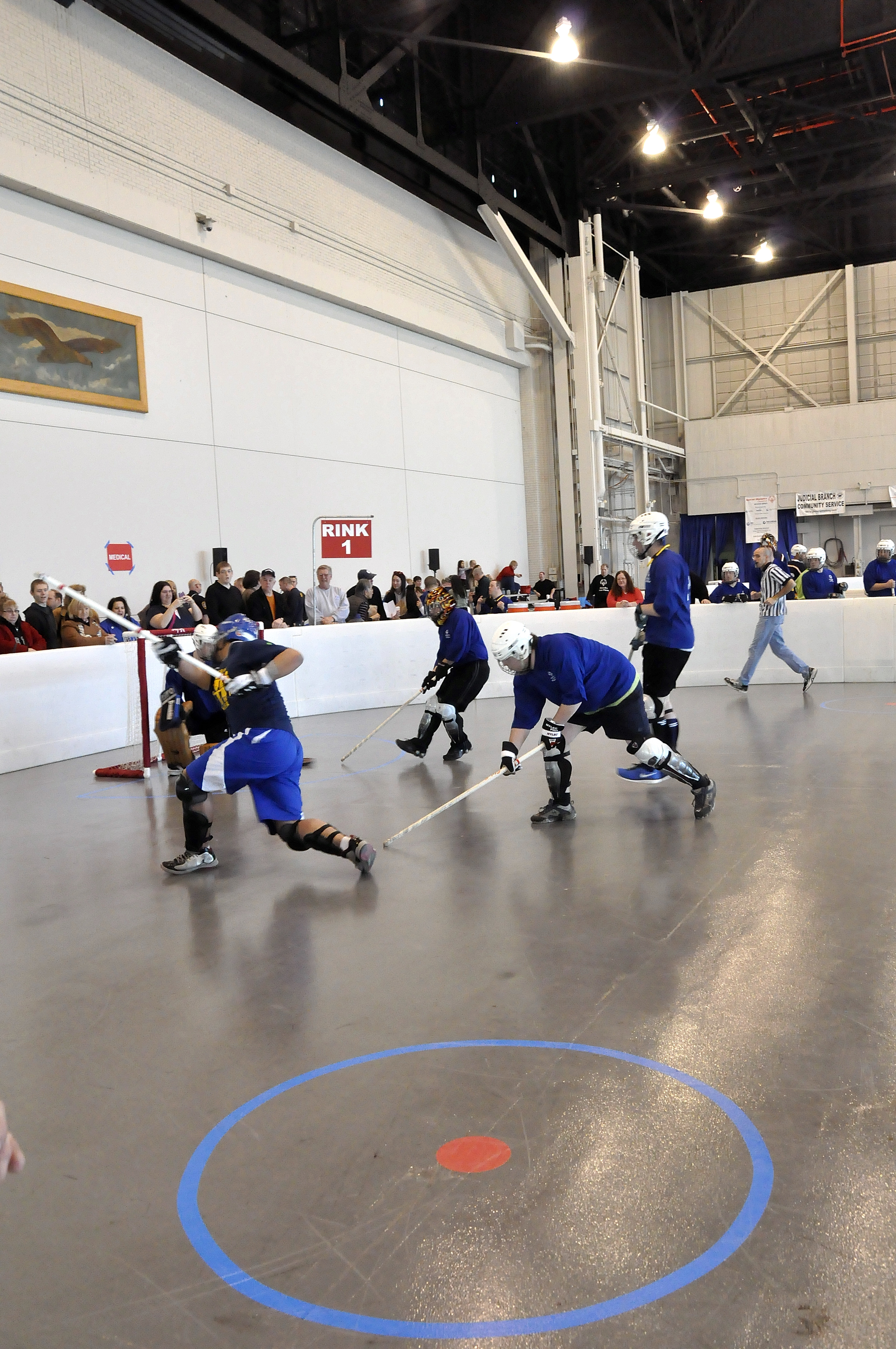
2014 Special Olympics Floor Hockey Wettbewerbe, East Hartford, USA

Folgende neun Sportarten werden vertreten sein:
- Eiskunstlauf (Chur)
- Floor Hockey (Chur)
- Schneeschuhlaufen (Lenzerheide)
- Short Track (Chur)
- Ski Alpin (Arosa)
- Skilanglauf (Lenzerheide)
- Snowboard (Arosa)
- Tanzsport (Lenzerheide)
- Hallenhockey (auch Unihockey oder Floorball genannt) (Chur)

## Organisation
Der Vorstand der Organisation für die Durchführung der Spiele bereitet die Aufnahme der operativen Tätigkeit für Anfang 2024 vor. Das vollständige Präsidium soll sieben Personen umfassen: Präsident ist Bruno Barth, der Geschäftsführer von Special Olympics Schweiz. Das Amt des Vizepräsidenten hat der FDP-Politiker und Präsident des Fördervereins für die Weltspiele Urs Marti inne, der sich sehr für die Vergabe der Spiele nach Graubünden eingesetzt hatte. Bis Ende 2024 ist er noch als Churer Stadtpräsident im Amt. Aus dem Stiftungsrat von Special Olympics Schweiz kommen die beiden Vorstandsmitglieder Luana Bergamin und Stefan Frey. Lea Sandoz-Mey setzt sich für Inklusion ein: Im Rahmen ihrer Maturitätsarbeit gründete sie kurz vor der Jahrtausendwende den Verein Inclusion 360 und startete in Zusammenarbeit mit dem lokalen Sunshine Project ein Projekt in Simbabwe. Im Vorstand ist auch Hans-Willy Brockes, Gründer und Geschäftsführer des ESB Marketing Netzwerks mit mehr als 550 Partnern. Im europäischen Sportsponsoring ist er sehr bekannt und gut vernetzt. Bis Ende 2023 wird noch eine Person mit kognitiver Beeinträchtigung ins Präsidium aufgenommen.
Beat Ritschard wurde zum Generalsekretär ernannt.

## Finanzierung
Das Gesamtbudget beträgt 38 Millionen Schweizer Franken. Rund drei Viertel davon sollen durch öffentliche Stellen finanziert werden.
Die beiden Kammern der Schweizerischen Bundesversammlung bewilligten im Sommer 2023 für Sport-Grossveranstaltungen von internationaler Bedeutung für die Jahre 2025 bis 2029 28,6 Millionen Schweizer Franken, wovon 9,5 Millionen Franken für die Special Olympics World Winter Games 2029 vorgesehen sind. Bereits zu einem früheren Zeitpunkt hatten die anderen öffentlich-rechtlichen Partner von Special Olympics Schweiz für die Spiele in Abhängigkeit von einem positiven Entscheid der Bundesversammlung 19,1 Millionen Schweizer Franken zugesagt. Von dieser Summe kommen vom Kanton Zürich 1,8 Millionen Franken aus dem gemeinnützigen Fonds, früher Lotteriefonds genannt. In Chur bewilligten die Stimmberechtigten mit 7026 zu 4155 Stimmen einen Kredit über 4,25 Millionen Franken für die Austragung der Spiele. Das entspricht einem Ja-Stimmen-Anteil von 62,84 Prozent.
Die öffentlich-rechtliche Finanzierung der Spiele ist damit gesichert. Sobald der Text der Abstimmung vorliegt, kann die formelle Zusage von Special Olympics International eingeholt und eine Durchführungsvereinbarung ausgearbeitet werden.

## Öffentlichkeitsarbeit

### Logo
Das Logo soll bis Ende 2023 von der Agentur Twist aus Nyon entwickelt werden. 2023 begannen die Workshops dafür, an denen auch Personen aus der Special Olympics Athletenkommission und Mitarbeitende des Studio Intégratif von Twist beteiligt sind.

### Unterstützer
Der Mountainbiker Nino Schurter ist Botschafter der Spiele. Er ist Olympiasieger (2016), zehnfacher Weltmeister sowie achtfacher Sieger des UCI-Gesamtweltcups im Cross Country.